# Pogonachne racemosa
Pogonachne es un género monotípico de plantas herbáceas de la familia de las poáceas. Su única especie: Pogonachne racemosa Bor, es originaria de Bombay en  India.

## Descripción
Planta anual con culmos de hasta 100 cm de altur ; . herbácea con hoja ausented del tallo superior; más abajo en los tallos son amplias; de 8-15 mm de ancho (25 cm de largo); sin venación. La lígula es una membrana laciniada); de 3 mm de largo. Plantas bisexuales, con espiguillas bisexuales; con flores hermafroditas . Las espiguillas de formas sexualmente distintas en la misma planta; hermafroditas y estéril (hermafroditas y "reducida" -, pero estas últimos son más bien teóricas); abiertamente heteromórfica (aunque las espiguillas sésiles, vestigiales son apenas reconocibles como tales).

## Taxonomía
Pogonachne racemosa fue descrita por Johann Friedrich Wilhelm Koch y publicado en Kew Bulletin 4: 176. 1949.
, Etimología:
Pogonachne: nombre genérico que deriva de las palabras griegas pogon (barba) y achne (paja), aludiendo al penacho de pelos de la gluma. 
racemosa: epíteto latíno que significa "en racimos".
Sinonimia
- Sehima racemosum (Bor) Roberty[3]